# روي ماثيوز
روي ماثيوز (بالإنجليزية: Roy Matthews)‏ (29 مارس 1940 بسلاو في المملكة المتحدة - ) هو لاعب كرة قدم بريطاني في مركز الهجوم. لعب مع تشارلتون أثلتيك وArbroath Victoria F.C. ‏ وArcadia Shepherds F.C. ‏.